# Empis kubaniensis
Empis kubaniensis är en tvåvingeart som beskrevs av Shamsev och Kustov 2008. Empis kubaniensis ingår i släktet Empis och familjen dansflugor. Inga underarter finns listade i Catalogue of Life.